# Gulden holenderski
Gulden holenderski (także floren) – jednostka walutowa Holandii od XVII wieku do 2002 roku. Dzielił się na 100 centów. Zastąpiony przez euro.
Na awersach monet powojennych umieszczano wyidealizowany lewy profil monarchini: początkowo Wilhelminy (panującej do 1948 r.), potem jej córki Beatrycze (panującej 1980-2013) z otokową legendą BEATRIX KONINGIN DER NEDERLANDEN (Beatrix królowa Niderlandów). Motyw ten dokładnie skopiowany na holenderskich monetach euro, został zaniechany od 2014 r., kiedy królem został Wilhelm-Aleksander.